# Girolamo Piromalli
Girolamo Piromalli, detto anche Don Mommo (Gioia Tauro, 7 ottobre 1918 – Gioia Tauro, 11 febbraio 1979), è stato un mafioso italiano.
Capobastone della 'ndrangheta calabrese e capo dell'omonima cosca, ha controllato la zona di Gioia Tauro e le zone circostanti dagli anni cinquanta agli anni settanta.

## Biografia
Negli anni sessanta e settanta, Piromalli fu tra i massimi capi della mafia calabrese insieme a Antonio Macrì che controllava la Locride e a Domenico Tripodo, che controllava la zona di Reggio Calabria. Piromalli, chiamato anche Don Mommo, aveva il controllo sulla Piana di Gioia Tauro.
La svolta verificatasi nella 'ndrangheta a metà degli anni settanta determinò l'acquisizione di un potere economico sempre maggiore, ma contemporaneamente ne destabilizzò l'assetto. Al vertice dell'organizzazione criminale calabrese, in quel periodo si trovano Girolamo Piromalli, Antonio Macrì e Domenico Tripodo. Lo stato aveva messo a disposizione parecchi finanziamenti, destinati al completamento dell'autostrada Salerno-Reggio Calabria, alla costruzione del quinto centro siderurgico e del porto di Gioia Tauro.
In questo contesto Girolamo Piromalli capì che, per aumentare i profitti, l'organizzazione non poteva rimanere isolata dalle istituzioni statali. L'idea di allacciare rapporti con lo stato attraverso la massoneria coperta, sul modello della mafia siciliana, fu subito appoggiata da Paolo De Stefano (che era a quei tempi un boss rampante del quartiere Archi di Reggio Calabria), ma non ben vista da Antonio Macrì e Domenico Tripodo.
Si creò pertanto una profonda frattura tra chi voleva seguire la strada della "tradizione", appoggiata da Macrì e Tripodo, e chi invece voleva percorrere la strada "progressista" cioè quella dei rapporti con le istituzioni statali, appoggiata fortemente da Piromalli e De Stefano.
Ne scaturì la prima guerra di 'ndrangheta, al termine della quale finì per prevalere la linea dei Piromalli-De Stefano. Per permettere di avere contatti con le istituzioni statali attraverso la massoneria coperta (prima di allora severamente vietato dalle ferree regole della 'ndrangheta tradizionalista), Piromalli e De Stefano fondarono la Santa, una sorta di struttura parallela i cui affiliati (i "Santisti") possono intrattenere rapporti con uomini delle istituzioni statali. Girolamo Piromalli si fregiò così del titolo di "Santista" (il pentito Gaetano Costa affermò di esser stato battezzato santista da un appartenente a una 'ndrina di Toronto) ed entrò nella massoneria.
Piromalli fu l'unico dei grandi capibastone di quel periodo a salvarsi dopo la prima guerra di 'ndrangheta, grazie alla sua decisione di accettare che si entrasse nel mercato della droga. Morì di malattia l'11 febbraio 1979; al funerale erano presenti 6000 persone. Suo fratello Giuseppe Piromalli diverrà il nuovo capobastone.Nel 1999 furono arrestati esponenti dei Piromalli; l'11 marzo fu arrestato anche Giuseppe Piromalli, che si trovava in un bunker con stanze nascoste protette da persiane in metallo elettroniche, con un telecomando che azionava una via di fuga segretaTutti ingegni ideati e programmati dal loro "consigliori" ,un giovane di origini palermitane ,quel Giuseppe Di Girolamo inteso Peppuccio (19.07.51) combinato alla ndrangheta per volere di Luciano Leggio e da Lorenzo Nuvoletta.A catturarlo furono i Carabinieri comandati dal colonnello Gennaro Niglio e dal tenente colonnello Cosimo Fazio. Era disarmato e non si oppose all'arresto. Nella stanza da letto venne trovato un piccolo altare dedicato alla Madonna di Polsi in Aspromonte. 
Il 30 giugno 2009 furono sequestrati beni del valore di 10 milioni di euro tra Gioia Tauro e Milano. Anche il figlio Antonio è in carcere da quando è stato arrestato nell'operazione Cent'anni di Storia del luglio 2008.Da quell"epoca in poi ,la struttura "piramidale" fu resa molto impermiabile da Peppuccio Di Girolamo quel giovanissimo "consigliori",le cui posizioni occupate da vincoli di sangue fra stretti congiunti.